# Irving Pichel
Irving Pichel (24 de junio de 1891–13 de julio de 1954) fue un actor y director cinematográfico de nacionalidad estadounidense.

## Carrera
Nacido en Pittsburgh, Pensilvania, el primer trabajo de Pichel en el campo del teatro musical fue el de director técnico de los espectáculos veraniegos del Bohemian Club en Bohemian Grove. Pronto fue cedido a Wallace Rice para actuar como el narrador principal de su obra Primavera, the Masque of Santa Barbara (1920). Además, Pichel consiguió una significativa fama como el personaje del título en la producción de la obra de Eugene O'Neill Lazarus Laughed, representada en 1927 en el Pasadena Playhouse. Dos años más tarde, cuando los estudios estaban contratando actores de teatro que pudieran servir para el cine sonoro, firmó un contrato con Paramount.
Pichel trabajó de forma continuada como actor a lo largo de la década de 1930, como en las películas Una tragedia humana (An American Tragedy, 1931) —una de las primeras versiones de la novela de Theodore Dreiser, Una tragedia americana (An American Tragedy, 1925)—, Madame Butterfly (1932), una versión de Oliver Twist (1933) de bajo presupuesto —como Fagin—, en Cleopatra (1934), junto a Leslie Howard en El agente británico (British Agent, 1934) —dirigida por Michael Curtiz—, como el criado Sandor en La hija de Drácula (Dracula's Daughter, 1936), en Jezabel (Jezebel, 1938) —con la que Bette Davis ganó un Óscar—, como propietario de una sórdida posada en Secuestro (The Story of Temple Drake, 1933) —en aquel momento película escandalosa— y como un general mexicano en Juárez (Juarez, 1939). 
Mediados la década de 1940, Pichel hizo pequeños papeles en varios de los filmes que dirigió. Dirigió, entre otras, El malvado Zaroff (The Most Dangerous Game, 1932), El milagro de las campanas (The Miracle of the Bells, 1948), Con destino a la Luna (Destination Moon, 1940), Mañana es vivir (Tomorrow Is Forever, 1946) y Domador de sirenas (Mr. Peabody and the Mermaid).
Además, fue actor de radio; pudo escucharse su voz como narrador en ¡Qué verde era mi valle! (How Green Was My Valley, 1941) y en Ella usaba una cinta amarilla / La legión invencible (She Wore a Yellow Ribbon, 1949) —ambas dirigidas por John Ford—. Sus últimas cintas como director tuvieron una temática religiosa, Martin Luther (1953) y Day of Triumph (1954).

## Lista negra
En 1947, Pichel fue uno de los 19 miembros de la comunidad de Hollywood que fueron citados por el Comité de Actividades Antiestadounidenses durante el segundo temor rojo en los Estados Unidos. Este grupo fue conocido como los "Hollywood Nineteen (diecinueve de Hollywood)" y los "Unfriendly Nineteen (antipáticos diecinueve)". Aunque a Pichel finalmente no se le hizo testificar, quedó incluido en la lista negra de Hollywood, la cual fue capaz de evitar abandonando los Estados Unidos. En 1954, sin embargo, volvió a su país para dirigir Day of Triumph, un film de serie B acerca de la vida de Cristo. Él falleció poco después de finalizar la cinta, sin llegar a poder ver su estreno.

## Vida personal
Pichel se casó con Violette Wilson, hija de Jackson Stitt Wilson, un pastor metodista y alcalde socialista de Berkeley (California). Su hermana era la actriz Viola Barry. El matrimonio Pichel tuvo tres hijos, Pichel Wilson, Julian Irving, y Marlowe Agnew.
Irving Pichel falleció en 1954 en Hollywood, California, a causa de un infarto agudo de miocardio. Fue enterrado en el Cementerio Mountain View de Oakland (California).

## Filmografía

### Actor
- The Right to Love (1930)
- The Cheat (1931)
- The Road to Reno (1931)
- An American Tragedy (1931)
- Murder by the Clock (1931)
- Madame Butterfly (1932)
- Wild Girl (1932)
- Strange Justice (1932)
- The Painted Woman (1932)
- Westward Passage (1932)
- Forgotten Commandments (1932)
- The Miracle Man (1932)
- Two Kinds of Women (1932)
- The Right to Romance (1933)
- I'm No Angel (1933)
- Night Flight (1933)
- Before Dawn (1933)
- The Story of Temple Drake (1933)
- King of the Jungle (1933)
- Oliver Twist (1933)
- The Woman Accused (1933)
- The Mysterious Rider (1933)
- The Billion Dollar Scandal (1933)
- Hamlet - Acto I: Escena V (1933)
- The Silver Streak (1934)
- I Am a Thief (1934)
- Cleopatra (1934)
- British Agent (1934)
- She Was a Lady (1934)
- Return of the Terror (1934)
- Such Women Are Dangerous (1934)
- Niebla sobre San Francisco (Fog Over Frisco, 1934)
- Three Kids and a Queen (1935)
- Agente especial (Special Agent, 1935)
- General Spanky (1936)
- Down to the Sea (1936)
- Hearts in Bondage (1936)
- La hija de Drácula (Dracula's Daughter, 1936)
- The House of a Thousand Candles (1936)
- Don't Gamble with Love (1936)
- The Sheik Steps Out (1937)
- Special Agent K-7 (1937)
- High, Wide, and Handsome (1937)
- Armored Car (1937)
- Join the Marines (1937)
- Topper Takes a Trip (1938)
- Newsboys' Home (1938)
- Gambling Ship (1938)
- There Goes My Heart (1938)
- Jezabel (Jezebel, 1938)
- Old Hickory (1939)
- Torture Ship (1939)
- Rio (1939)
- Dick Tracy's G-Men (1939)
- Exile Express (1939)
- Juárez (Juarez, 1939)
- ¡Qué verde era mi valle! (How Green Was My Valley, 1941)
- Se ha puesto la luna (The Moon Is Down, 1943)
- December 7th (1943)
- Tomorrow Is Forever (1946)
- Something in the Wind (1947)
- They Won't Believe Me (1947)
- Ella usaba una cinta amarilla / La legión invencible (She Wore a Yellow Ribbon, 1949)
- Destination Moon (1950)
- Quicksand (1950)
- The Great Rupert (1950)
- Santa Fe (1951)
- Martin Luther (1953)

### Director
- The Most Dangerous Game (1932)
- Before Dawn (1933)
- La diosa de fuego (1935)
- The Gentleman from Louisiana (1936)
- The Duke Comes Back (1937)
- The Sheik Steps Out (1937)
- Beware of Ladies (1937)
- Larceny on the Air (1937)
- The Great Commandment (1939)
- The Man I Married (1940)
- Earthbound (1940)
- Dance Hall (1941)
- Hudson's Bay (1941)
- Life Begins at Eight-Thirty (1942)
- The Pied Piper (1942)
- Secret Agent of Japan (1942)
- Happy Land (1943)
- Se ha puesto la luna (1943)
- And Now Tomorrow (1944)
- A Medal for Benny (1945)
- Temptation (1946)
- O.S.S. (1946)
- The Bride Wore Boots (1946)
- Colonel Effingham's Raid (1946)
- Tomorrow Is Forever (1946)
- Something in the Wind (1947)
- They Won't Believe Me (1947)
- Mr. Peabody and the Mermaid (1948)
- The Miracle of the Bells (1948)
- Without Honor (1949)
- Destination Moon (1950)
- Quicksand (1950)
- The Great Rupert (1950)
- Santa Fe (1951)
- Martin Luther (1953)
- Day of Triumph (1954)

## Premios y distinciones
Festival Internacional de Cine de Berlín
| Año  | Categoría                                                  | Película              | Resultado |
| ---- | ---------------------------------------------------------- | --------------------- | --------- |
| 1951 | Oso de bronce a la Mejor Película de crimen o de aventuras | Con destino a la Luna | Ganador   |